# SP-308
A SP-308 é uma rodovia radial do estado de São Paulo, administrada pelo Departamento de Estradas de Rodagem do Estado de São Paulo (DER-SP) e pelas concessionárias Rodovias do Tietê e Eixo SP.

## Denominações
Recebe as seguintes denominações em seu trajeto:
	Nome:		Açúcar (Comendador Mário Dedini), Rodovia do
- De – até:	 Salto – Piracicaba
- Legislação:	 LEI 12.368 DE 27/04/2006[3]

	Nome:		Hermínio Petrin, Rodovia
- De – até:	 Piracicaba – Charqueada
- Legislação:		LEI 8.420 DE 05/11/93

## Descrição
| Km  | Município      | Região geográfica imediata |
| 80  | Itu            | Sorocaba                   |
| 99  | Salto          | Sorocaba                   |
| 108 | Elias Fausto   | Campinas                   |
| 124 | Capivari       | Piracicaba                 |
| 139 | Mombuca        | Piracicaba                 |
| 141 | Rio das Pedras | Piracicaba                 |
| 155 | Piracicaba     | Piracicaba                 |
| 182 | Charqueada     | Piracicaba                 |

## Características

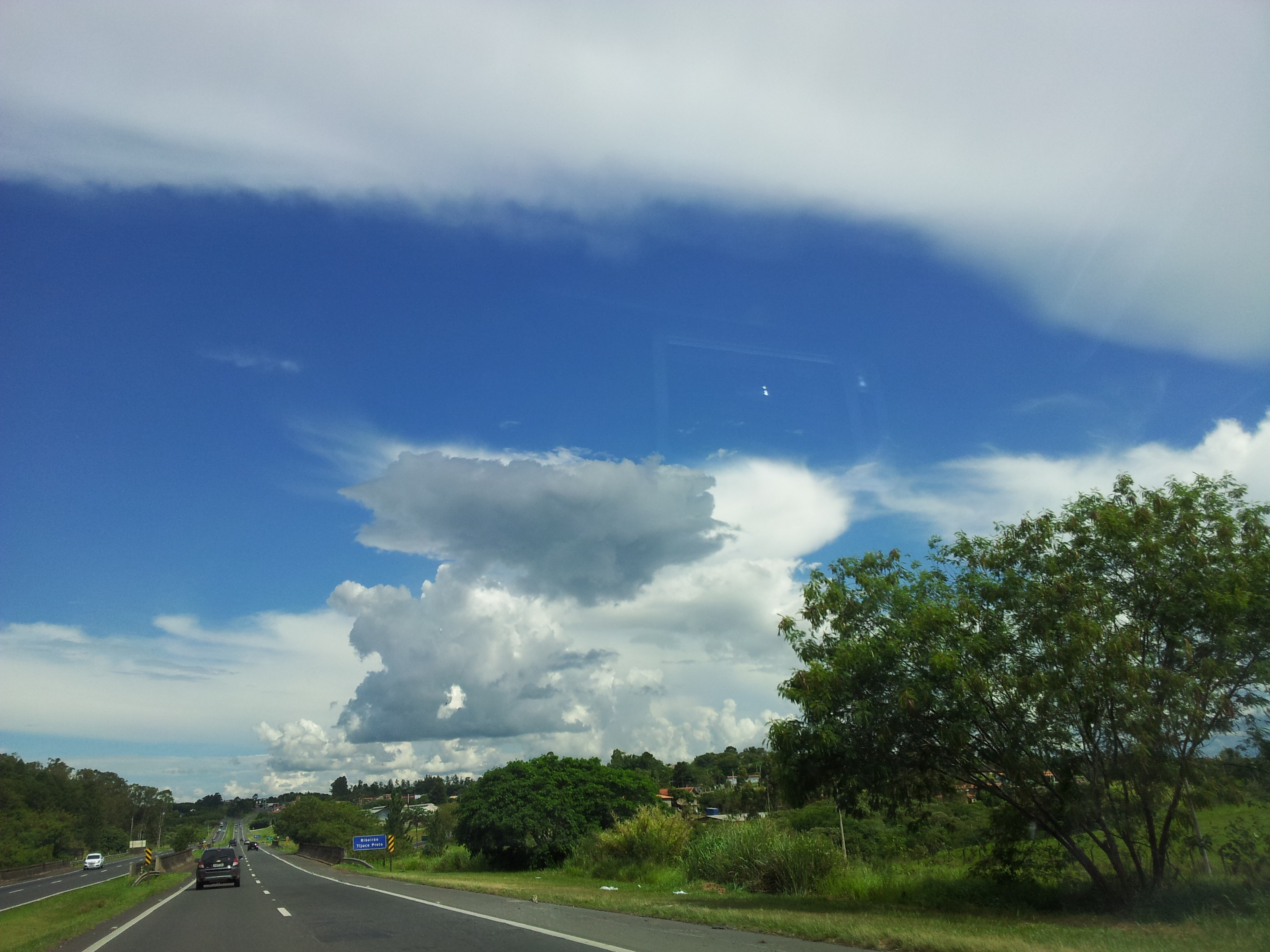
Trecho da SP-308 em Piracicaba.

### Extensão
- Km Inicial: 80,550
- Km Final: 194,810

### Localidades atendidas
- Itu
- Salto
- Elias Fausto
- Capivari
- Mombuca
- Rio das Pedras
- Piracicaba
- Santa Olímpia
- Recreio
- Paraisolândia
- Charqueada